# Epoden
De Epoden zijn een werk van de Romeinse dichter Horatius.
Het werk is geschreven in 30 v.Chr. en is een van de eerste werken van Horatius. Hij wil in dit werk de spot drijven met iedereen waar hij een hekel aan heeft, zoals slechte dichters en oorlogszuchtige politici. De naam is afgeleid van het versschema dat Horatius gebruikt. Hij gebruikt een langer vers, gevolgd door een soort van bij-vers (veel korter), ook epode genoemd. De bundel bestaat uit 17 gedichten zijn allemaal geschreven in een ritme dat goed past bij het thema van het werk.
Hij baseerde zich voor dit werk op de Griekse dichter Archilochus.